# Mesochorus transversus
Mesochorus transversus là một loài tò vò trong họ Ichneumonidae.